# Anthrencya arrowi
Anthrencya arrowi är en skalbaggsart som beskrevs av Dewailly 1950. Anthrencya arrowi ingår i släktet Anthrencya och familjen Melolonthidae. Inga underarter finns listade i Catalogue of Life.